# Allium vavilovii
Variété
Classification APG III (2009)
Allium vavilovii est une espèce d'oignon sauvage de la famille des Amaryllidaceae, originaire du sud du Turkmenistan et du nord-est de l'Iran.
Sur les quelque 1 000 espèces d'Allium il est avec Allium asarense un des plus proches parents connus de l'oignon Allium cepa.

## Description
Allium vavilovii est une plante vivace herbacée qui pousse à partir d'un bulbe souterrain. Il produit une grappe de 7 à 9 feuilles atteignant 30 cm de long et une hampe florale robuste de 70 à 90 cm de haut. 
Le bulbe pousse seul ou par paires sur un court rhizome. Son diamètre est compris entre 2 et 4 cm, sa longueur de 3 à 6 cm
Les espèces de ce genre préfèrent généralement un emplacement ensoleillé dans un sol léger et bien drainé.
Les bulbes doivent être plantés assez profondément. La plupart des membres de ce genre sont intolérants à la concurrence d'autres plantes en croissance.

## Utilisation
La plante est récoltée dans la nature pour une utilisation locale comme condiment.
Dangers connus : bien qu'aucun rapport individuel concernant cette espèce n'ait été observé, il y a eu des cas d'empoisonnement causés par la consommation, en grande quantité et par certains mammifères. Les chiens semblent particulièrement sensibles.

## Liens
- IPNI Allium vavilovii
- Plant of the word on line : Allium vavilovii
- Tropical Plants Database : Allium vavilovii